# 합천 법연사 법집별행록절요병입사기
합천 법연사 법집별행록절요병입사기(陜川 法然寺 法集別行錄節要幷入私記)은 대한민국 경상남도 합천군, 법연사에 있는 조선시대의 책이다. 2014년 3월 20일 경상남도 유형문화재 제559호로 지정되었다.
「법집별행록절요병입사기」는 보조국사 지눌의 선사상(禪思想)이 결집되어 있는 한국 최고의 철학서이자, 불교이론과 실천의 결정체로 한국 고승의 저술로는 드물게 20여 차례 이상 간행되었다.
이들 간행본들 가운데 가장 오래된 판본은 ‘1486년 규봉암본(奎峰庵本)’이 <보물 제1148(연세대 학술정보원)>로 지정되어 있고, 한솔종이박물관에도 <보물 제1222호>가 소장되어 있다. 1570년 황해도의 신광사(神光寺)에서 개판한 ?법집별행록절요병 입사기?는 <국립중앙도서관>에서 확인된다.
본서(本書)와 동일한 간본(刊本)인 1588년(선조 21)에 개판한 ?법집별행록절요병입사기?가 <국립중앙도서관>과 <고려대 도서관>에 소장되어 있다. 그밖에 ‘1604년 하동의 능인암(能仁菴)본’과 ‘1608년 송광사본’과 ‘1628년 용복사(龍腹寺)본’ 등이 <국립중앙도서관>에서 확인된다.
본서(本書)는 ‘1588년’이라는 명확한 간행기록(刊記)이 남아 있고, 시주자에 대한 기록 및 인출과 보관상태가 양호한 책이며 임진왜란 이전에 간행된 중요한 자료이다.

## 참고 자료
- 합천 법연사 법집별행록절요병입사기 - 국가유산청 국가유산포털